# Caloto
Caloto là một khu tự quản thuộc tỉnh Cauca, Colombia. Thủ phủ của khu tự quản Caloto đóng tại Caloto Khu tự quản Caloto có diện tích 426 ki lô mét vuông. Đến thời điểm ngày 28 tháng 5 năm 2005, khu tự quản Caloto có dân số 31709 người.